# ジョージ・フォーブス (第4代グラナード伯爵)
第4代グラナード伯爵ジョージ・フォーブス（英語: George Forbes, 4th Earl of Granard、1710年3月15日 – 1769年10月16日）は、アイルランド王国の貴族、政治家、イギリス陸軍の軍人。1734年から1765年までフォーブス子爵の儀礼称号を使用した。

## 生涯
第3代グラナード伯爵ジョージ・フォーブスとメアリー・ステュアート（初代マウントジョイ子爵ウィリアム・ステュアートの娘）の息子として、1710年3月15日にイングランドで生まれた。
1726年にイギリス陸軍に入隊、オーストリア継承戦争中のトゥーロンの海戦（1744年）に参戦した後、1754年から1757年までアイルランド陸軍主計総監（Quarter Master General of the Irish Army）を務めた。1756年に中佐に昇進、同年に第76歩兵連隊隊長（軍階は大佐）に昇進、1759年に少将に、1765年に中将に昇進した。また、1761年に第29歩兵連隊隊長に転じ、1769年まで務めた。
政界では1749年から1765年までマリンガー選挙区の代表としてアイルランド庶民院議員を務めた。1761年の選挙ではマリンガー選挙区のほかにもロングフォード県のセント・ジョンズタウン選挙区で当選したが、引き続きマリンガー選挙区の代表として議員を務めた。1765年6月19日に父が死去すると、グラナード伯爵位を継承、同年10月22日にアイルランド貴族院議員に就任した。また、1756年から1769年までロングフォード県総督を、1765年から1769年までロングフォード県首席治安判事を務めた。
1769年10月16日にキャッスル・フォーブスで死去、ニュータウンフォーブスで埋葬された。同名の息子ジョージが爵位を継承した。

## 家族
1736年7月16日、レティシア・デイヴィス（1778年5月19日没、アーサー・デイヴィスの娘）と結婚、1男をもうけた。
- ジョージ（1740年 – 1780年） - 第5代グラナード伯爵